# Otto Schiel
Otto Ernst Schiel (* 19. November 1895 in Engen (Hegau); † 1990) war ein deutscher Generalmajor der Wehrmacht. Im Zweiten Weltkrieg war er u. a. als General des Transportwesens eingesetzt.

## Leben

### Herkunft
Otto Schiel war der Sohn des badischen Staatsbeamten Otto Schiel und Bruder des späteren Bibliothekars und Kirchenhistorikers Hubert Schiel.

### Werdegang
Otto Schiel trat als Kriegsfreiwilliger am 3. August 1914 in das Infanterie-Regiment 113 ein. Im Infanterie-Regiment 112 wurde er mit Patent vom 22. März 1914 am 2. September 1915 Leutnant.
Nach dem Krieg wurde er in die Reichswehr übernommen. 1931 war er als Hauptmann (Beförderung am 1. August 1928) Adjutant des 14. (Badischen) Infanterie-Regiments.
Zum 1. Oktober 1937 kam er in den Generalstab des Heeres und wurde am 1. Januar 1938 Oberstleutnant. Ab dem 1. September 1939 war er kurz Transportoffizier der 7. Armee und kam am 1. Oktober 1939 in gleicher Position zur Heeresgruppe B. Hier wurde er am 1. November 1940 zum Oberst befördert. Am 10. Februar 1941 wurde er Kommandeur der Eisenbahn-Transport-Abteilung West. Nachdem Ende Dezember 1941 die Dienststelle aufgelöst worden war, wurde er am 22. Dezember 1941 Kommandeur der Wehrmacht-Transportleitung Nordost in Warschau.
Mit der Aufstellung am 1. Februar 1942 wurde er General des Transportwesens Nord. Als Mitte Mai 1942 der General des Transportwesens z. b. V. eingerichtet wurde, übernahm Schiel diese Dienststellung. Auch nach der Überführung in den General des Transportwesens A blieb er bis April 1943 in dieser Dienststellung.
Im August 1944 übernahm er kurz die 716. Infanterie-Division. Anschließend war er ab Anfang September 1944 bis Mitte Januar 1945 Kommandeur der 198. Infanterie-Division. In dieser Position wurde er am 1. Oktober 1944 zum Generalmajor befördert. Die Division kämpfte im Verbund der 19. Armee im Rhonetal, welche sich über Burgund und die Vogesen in das Elsass zurückzog.
Vom 11. April 1945 an war er Kommandeur der 98. Infanterie-Division und blieb dies bis Kriegsende.

### Anklage wegen Kriegsverbrechen
Zu Kriegsende geriet Schiel erst in Hamburg-Fischbek in britischer Kriegsgefangenschaft, woraus er zwar entlassen wurde, aber aufgrund eines Antrags der französischen Behörden direkt in französische Kriegsgefangenschaft kam. Ab Mitte 1947 befand er sich im Transitgefängnis Wittlich und später im Maison d´ Arrêt in Metz, wo er auch durch das Tribunal Militaire vernommen wurde. Aufgrund der Vernehmung erhielt er das Certificat de Liberté Provisoire ohne aber die Freiheit zu erlangen. Er kam zwar in das Entlassungslager Metz, wurde aber nach der Lagerauflösung in das Prison Militaire Metz verlegt. Schiel war von einem französischen Gericht wegen Kriegsverbrechen für die systematische Zerstörung von Gérardmer angeklagt worden. Dies erfolgte in einem Verfahren, wo es um ein Vorgehen der Verbrannten Erde in Frankreich Ende 1944 ging. Der verantwortliche deutsche General Hermann Balck wurde 1950 in Abwesenheit durch das Pariser Militärgericht zu 20 Jahren Zwangsarbeit verurteilt, musste seine Strafe jedoch nie antreten. Neben Balck waren auch der ehemalige Kommandierende General der IV. Luftwaffenfeldkorps, General Erich Petersen, der ehemalige Oberbefehlshaber der 19. Armee, General der Infanterie Friedrich Wiese, und Schiel als ehemalige Kommandeur der 198. Infanterie-Division angeklagt. Wiese wurde freigesprochen. Petersen und Schiel wurde vom französischen Gericht wegen Kriegsverbrechen schuldig gesprochen. Aufgrund einer französischen Verordnung von 1944 mussten aber beide die Strafe doch nicht antreten.
Balck gab im Verfahren von Schiel eine eidesstattliche Erklärung ab, wobei er die militärische Notwendigkeit der Zerstörung der Stadt angab und sich nach gültigem Kriegsgesetz handeln sah. Er gab an, dass es für die der Heeresgruppe unterstellen Einheiten, wie es die von Schiel geführte Division war, keine Möglichkeit der Befehlsänderung gab und Zuwiderhandeln zu kriegsgerichtlichen Folgen geführt hätte. Auch Petersen äußerte sich schriftlich im Verfahren und bezieht sich dabei auf die Aussagen von General Balck, was er als Bestätigung für seine und Schiels Unschuld ansah. Er wies auch darauf hin, dass sie Ende Januar 1949 schon seit 1,5 Jahren in Haft saßen, und beide erkrankt seien. Sein Bruder Hubert hatte Anfang Februar 1949 ein Brief an den Staatspräsidenten des Landes Baden Leo Wohleb und bat um Hilfe beim Abschluss des Verfahrens.

### Weitere Tätigkeiten
Er war im Betriebsrat der Firma Schladerer und wohnte in Freiburg.

## Werk
- Das 4. Badische Infanterie-Regiment Prinz Wilhelm Nr. 112 im Weltkrieg. Gerhard Stalling Verlag, Oldenburg/Berlin, 1927.